# Schutterwald
Schutterwald ist eine Gemeinde des Ortenaukreises in Baden-Württemberg.

## Geographie

### Lage
Schutterwald liegt in der Oberrheinischen Tiefebene, im Naturraum mittlere Oberrheinebene. Der Ort liegt auf dem Schwemmfächer der Kinzig und zirka 1,5 km von der namensgebenden Schutter entfernt. Die nächste größere Stadt ist Offenburg (zirka 6 km entfernt).

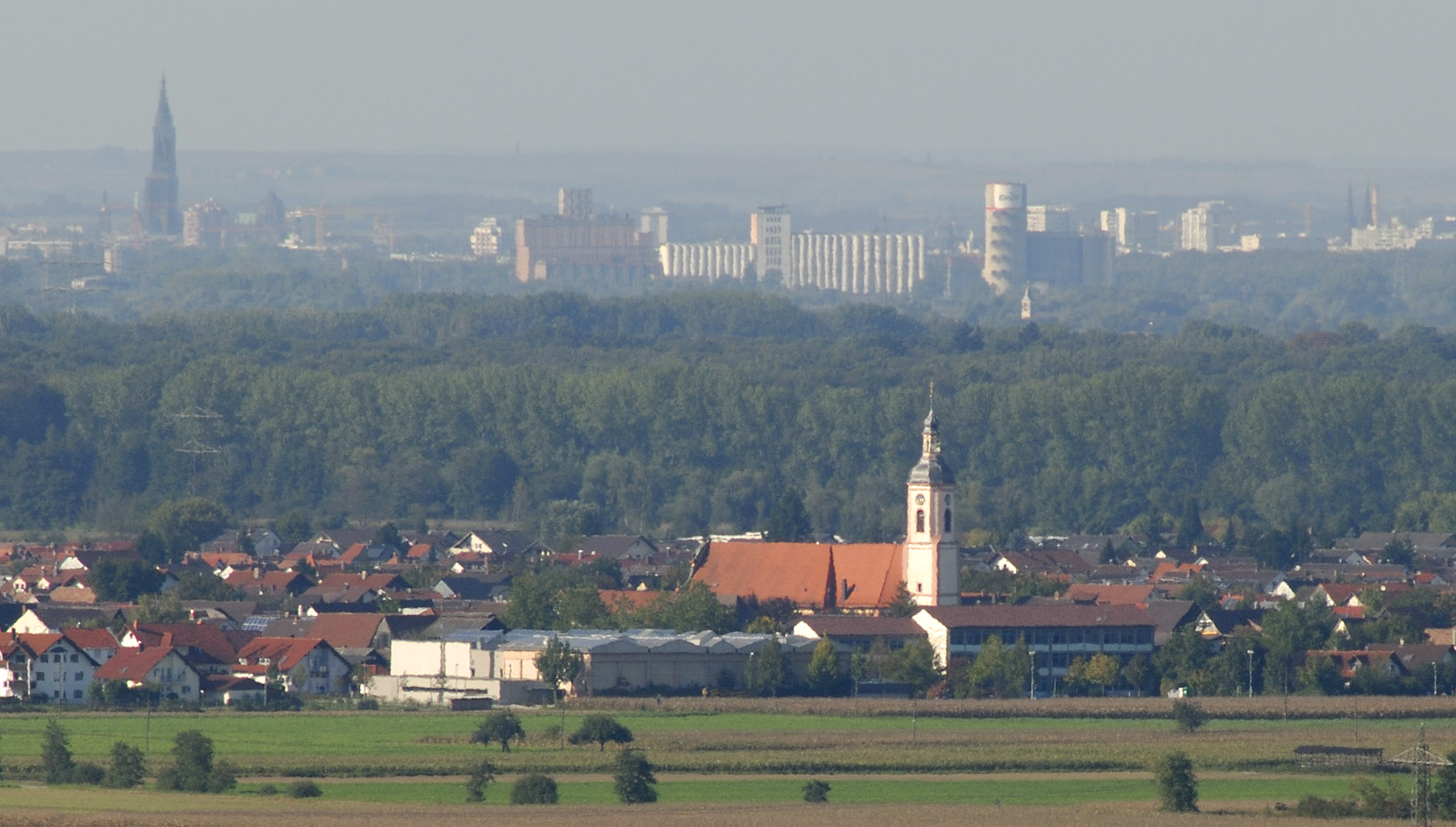
Schutterwald aus südöstlicher Sicht (vorn die St.-Jakobus-Kirche, hinten links im Nordwesten das Straßburger Münster, etwa 17 km Luftlinie entfernt)

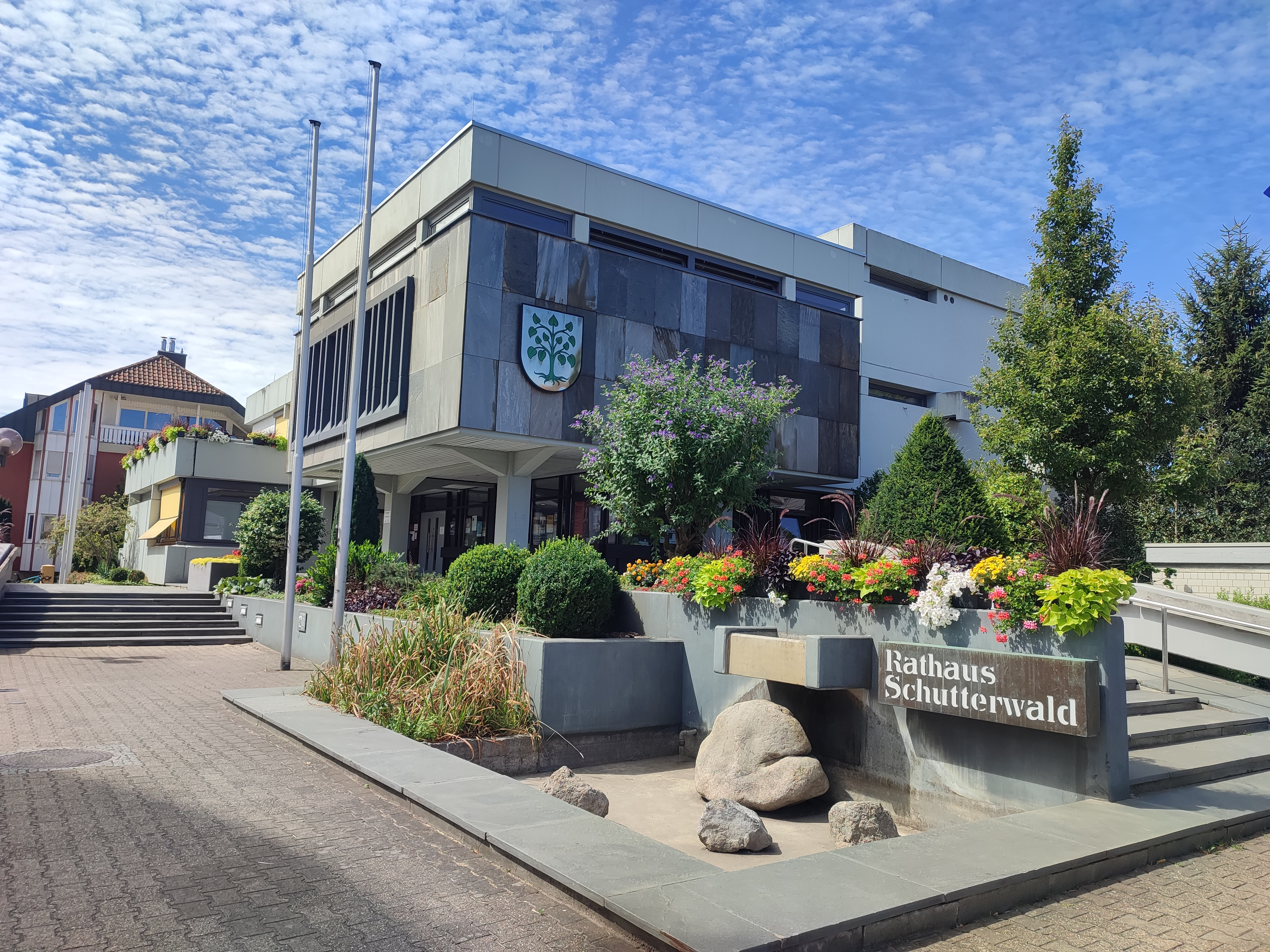
Rathaus von Schutterwald

Die Größe der Gemarkung beträgt 2103 Hektar, davon sind 698 Hektar Wald.

### Nachbargemeinden
Die Gemeinde grenzt im Norden an Marlen und Hohnhurst, im Osten an die Kreisstadt Offenburg, im Süden an Hofweier und Niederschopfheim und im Westen an Dundenheim, Altenheim und Müllen.

### Gemeindegliederung
Zur Gemeinde Schutterwald gehören die Ortsteile Schutterwald, Höfen und Langhurst. Im Gemeindegebiet liegt die abgegangene Burg Mörburg.

## Geschichte
Schutterwald wurde im Jahre 1268 erstmals urkundlich erwähnt. Es gab häufig wechselnde Herrschaftsverhältnisse, bis der Ort 1806 endgültig zum Großherzogtum Baden kam. Wobei das Interesse der damaligen Herrschergeschlechter weniger dem Dorf, als vielmehr dem Wald, mit seinem Holzreichtum, den Weide- und Zehntrechten galt. Über die Jahrhunderte bis heute ist Schutterwald ein beliebtes Touristenziel.
Am Ende des 19. Jahrhunderts, als sich Textil- und Glasindustrie im nahen Offenburg ansiedelte, gab es auch für Schutterwälder Bauern neue Erwerbsmöglichkeiten. In Baden gehörte Schutterwald lange zum Landkreis Offenburg, mit dem es 1973 im neuen Ortenaukreis aufging.
Heute ist Schutterwald eine Arbeiter- und Angestelltensiedlung, bietet vielfältige Arbeitsplätze im Ort in zwei großen Gewerbegebieten und dem interkommunalen Gewerbegebiet H3. Die Landwirtschaft wird von vier Familien betrieben. Dabei steht Viehwirtschaft, Obst- und Sonderkulturen (Erdbeeren etc.) sowie Maisanbau im Vordergrund. Freizeitgestaltung, in mehr als 60 sportlich und kulturell orientierten Vereinen ist in einem großen Waldstadion sowie in zwei Sport- und Mehrzweckhallen möglich.

## Demographie
Einwohnerzahlen nach dem jeweiligen Gebietsstand.
| Jahr | Einwohnerzahl |
| ---- | ------------- |
| 1814 | 1.413         |
| 1834 | 1.733         |
| 1864 | 2.060         |
| 1913 | 2.761         |
| 1939 | 3.292         |
| 1961 | 4.426         |
| 1970 | 5.155         |
| 2011 | 7.128         |
| 2022 | 7.331         |

## Religionen
Bereits 1316 ist für Schutterwald eine Pfarrkirche nachgewiesen, die zum Bistum Straßburg gehörte. Da die Reformation an Schutterwald vorbeiging, ist die Gemeinde noch heute vorwiegend römisch-katholisch geprägt. Neben der katholischen Gemeinde, die über drei Kirchen verfügt, darunter die stattliche, den Ortskern überragende und weit sichtbare Kirche St. Jakobus und die Filialkirche St. Marien im Ortsteil Langhurst sowie die Kapelle Maria Namen in Höfen. Nachdem die Protestanten, bisher in Diaspora von Offenburg aus betreut worden waren, gibt es seit 1995 auch die evangelische Lukasgemeinde. Die St. Jakobuskirche wurde im Jahr 1784 von Joseph Hirschbühl, aus der Vorarlberger Baumeistersippe stammend, erbaut. Die Grundsteinlegung der Marienkirche erfolgte im Jahr 1970, die Kapelle im Ortsteil Höfen wurde von Handwerker 1957 erbaut.

## Politik

### Gemeinderat
Die Kommunalwahl am 9. Juni 2024 brachte bei einer Wahlbeteiligung von 67,69 % folgendes Ergebnis:
| Sitzverteilung ab 2024 im Gemeinderat von SchutterwaldInsgesamt 18 Sitze - SPD: 3 - Bündnis 90/Die Grünen: 2 - FW: 7 - CDU: 6 | Die SPD verlor 2024 gegenüber 2019 einen Sitz, die Freie Wähler Union gewann einen Sitz hinzu, während die CDU und die Grünen ihre Anzahl an Mandaten halten konnten. |

### Bürgermeister
- 1975–1995 Rudolf Heuberger
- 1996–2011 Jürgen Oßwald
- seit 1. Oktober 2011 Martin Holschuh

### Verwaltungsgemeinschaft
Die Gemeinde gehört der vereinbarten Verwaltungsgemeinschaft der Stadt Offenburg an.

### Partnerschaften
Schutterwald unterhält mit folgenden Gemeinden Partnerschaften:
- Saint-Denis-lès-Bourg, Region Auvergne-Rhône-Alpes, Frankreich, seit 1988
- Ottendorf-Okrilla, Sachsen, Deutschland, seit 1990

## Wirtschaft und Infrastruktur

### Verkehr
Die Gemarkung Schutterwalds wird von der Landstraße 98 (L98) durchquert. Über diese sind in wenigen Kilometer Entfernung die Bundesstraßen 3, 33 und die Landstraße 75 (L75) sowie die Anschlussstelle 55 der Bundesautobahn 5 zu erreichen.
Die Busanbindung geschieht durch die SWEG mit den Linien 301, R2 und R9.

### Bildung
Mit der Mörburgschule verfügt Schutterwald über eine Grund- und Werkrealschule. Langhurst hat eine eigene Grundschule. Außerdem gibt es vier Kindergärten (zwei im Hauptort und je einen in Langhurst und Höfen).

### Versorgung
Die Energieversorgung mit Strom und die Wasserversorgung erfolgt durch die Gemeindewerke Schutterwald.

## Kultur und Sehenswürdigkeiten
Schutterwald ist mit seiner St.-Jakobus-Kirche Etappenpunkt des Kinzigtäler Jakobusweges, eines Pilgerweges, der an vielen Sehenswürdigkeiten vorbeiführt.
Mit dem Bunker-Theater gibt es in Schutterwald ein Ensemble, das in der Turnhalle der Mörburgschule auftritt.

### Religionen
Seit der Dekanatsreform am 1. Januar 2008 gehört Schutterwald und die St. Jakobus-Kirche zum Dekanat Offenburg-Kinzigtal und gehört zudem zur Seelsorgeeinheit Schutterwald-Hohberg-Neuried.

### Sport
Bundesweit bekannt ist der Ort durch die Handballspieler des TuS Schutterwald, die seit Mitte der 1980er Jahre wiederholt in der Bundesliga spielten, sich allerdings bislang nicht etablieren konnten.
Der Fußballverein FV Schutterwald spielt ab der Saison 2014/15 in der siebtklassigen Landesliga 1 Südbaden.
Schutterwald ist seit 1999 der Austragungsort der baden-württembergischen Meisterschaften im Reitsport.

## Persönlichkeiten
- Richard Haas (1911–1949), römisch-katholischer Geistlicher, Missionar und Märtyrer, wurde in Schutterwald geboren
- Max Köhler (1942–2015), Maler, Fotograf und Autor; hatte sein Atelier in Schutterwald
- Michael Heuberger (1946–2022), deutscher Sportfotograf, wurde in Schutterwald geboren
- Arnulf Meffle (* 1957), Handball-Nationalspieler, Weltmeister 1978.
- Martin Heuberger (* 1964), ehemaliger Trainer der Handballnationalmannschaft
- Mark Joggerst (* 1971), Filmkomponist, Arrangeur und Pianist; wuchs in Schutterwald auf
- Christian Heuberger (* 1984), Handballspieler